# Тено Панайотов
Тено поп Панайотов е български просветен деец от Македония.

## Биография
Роден е в южномакедонския град Кукуш, тогава в Османската империя, днес Килкис, Гърция, в семейството на българския свещеник Панайот. Става учител и развива широка просветна дейност в Кукушко. Споменава се в надписа на църквата „Свети Димитър“ в село Додулари:
| „ | Обновисѧ ст храмъ сей въ лѣто 1853/10-вр 14. Напис. чрѣсъ уч. Т. П. П. И обрѣтохме нашъ матернїй ѩазыкъ въ лѣто 1873 септ. 11-й Обнови се този с[вe]т[и] храм в лето 1853/октомври 14. Напис[а се] чрез уч[ителя] Т. П. П. И намерихме нашия майчин език в лето 1873 септ[ември] 11-и | “ |

Учителства в кукушкото село Долни Тодорак през 60-те и 70-те на XIX век.